# ESPN Classic
ESPN Classic är en sportkanal som sänder repriser av kända sporthändelser och dokumentärer om kända idrottsmän. Åldern på de idrottsevenemang som visas på kanalen varierar kraftigt och är anpassat efter respektive marknad. 
ESPN är en samling amerikanska sportkanaler ägda av The Walt Disney Company. Versioner av ESPN finns också i många andra länder världen över, däribland Sverige genom ESPN America och ESPN Classic. I december 2006 köpte ESPN den europeiska sportkanalen North American Sports Network, NASN, som sedan den 1 februari 2009 heter ESPN America. Sedan 2003 finns europeiska versioner av ESPN Classic med klassiska sportögonblick varav en kan ses på den svenska marknaden. ESPN Classic och ESPN America, slutade sändas i Europa, mellanöstern och Afrika 1 augusti 2013.
ESPN startade sina sändningar i USA den 7 september 1979 som Entertainment and Sports Programming Network, men heter numera bara ESPN utan någon annan innebörd. Moderbolaget ESPN, Inc. driver förutom ESPN även de amerikanska sportkanalerna ESPN2, ESPNEWS, ESPN Classic, ESPNU och spanskspråkiga ESPN Deportes, radiokanalerna ESPN Radio och ESPN Deportes Radio, webbsidan ESPN.com, sportmagasinen ESPN The Magazine och ESPN Deportes La Revista samt olika produktionsbolag. ESPN sköter också sportsändningarna i den amerikanska tv-kanalen ABC under namnet ESPN on ABC.